# Hanna (film)
Hanna – amerykańsko-brytyjsko-niemiecki thriller z 2011 roku w reżyserii Joe Wrighta. Został wyprodukowany przez Focus Features.
Światowa premiera filmu miała miejsce 8 kwietnia 2011 roku. W Polsce premiera filmu odbyła się 10 czerwca 2011 roku.
Zdjęcia kręcono na terenie Finlandii (Kuusamo), Niemiec (Berlin, Hamburg, Magdeburg, Bad Tölz w Bawarii) i Maroka (Warzazat, As-Suwajra).

## Opis fabuły
Hanna (Saoirse Ronan) dorastała z dala od cywilizacji, w surowym klimacie na północy Finlandii. Wychował ją ojciec - były komandos. Wyszkolona na perfekcyjną zabójczynię dziewczyna wyrusza wypełnić pierwszą misję. Podczas wędrówki odkrywa nieznane dotąd fakty ze swojej przeszłości.

## Obsada
- Saoirse Ronan jako Hanna
- Cate Blanchett jako Marissa Wiegler
- Eric Bana jako Erik Heller
- Jessica Barden jako Sophie
- Aldo Maland jako Miles
- Tom Hollander jako Isaacs
- Olivia Williams jako Rachel
- Jason Flemyng jako Sebastian
- Michelle Dockery jako False Marissa
- Vicky Krieps jako Johanna Zadek
- Martin Wuttke jako Knepfler (Mr. Grimm)
- Sebastian Hulk jako Titch